# 阿桑·伊克巴爾
阿桑·伊克巴爾（英語：Ahsan Iqbal，1959年3月28日—），是一名巴基斯坦政治人物和现任巴基斯坦内政部部长及規劃及發展部部长。在此之前，他曾在2008年担任教育部部长。

## 暗殺事件
2018年5月6日，伊克巴爾在旁遮普省納羅瓦爾縣選舉集會演講後，遭到行刺，左肩中槍受傷。槍手準備開第二槍時被警員和在場人士制服。該槍手年約21歲，聲稱屬於新興極右組織巴基斯坦萊拜克運動，而21岁的槍手亦被捕。